# 상주 증촌리 석조여래좌상
상주 증촌리 석조여래좌상(尙州 曾村里 石造如來坐像)은 대한민국 경상북도 상주시 함창읍 증촌리, 용화사에 있는, 남북국 시대 신라의 불상이다.
1963년 1월 21일 대한민국의 보물 제120호 상주증촌리석불좌상(尙州曾村里石佛坐像)으로 지정되었다가, 2010년 8월 25일 현재의 명칭으로 변경되었다.

## 개요
경상북도 상주군 용화사에 모셔져 있는 높이 1.68m의 석조불상이다.
거의 직사각형의 얼굴 형태를 하고 있으며, 어깨와 팔, 다리 등 신체 각 부분이 직선적이고 각이 진 모습이어서 전체적인 인상이 강인하며 경직된 느낌을 준다. 목에는 3줄의 삼도(三道)가 있고 양 어깨를 감싸고 있는 옷은 신체에 밀착하여 얇게 표현되었다. 오른손은 무릎에 대고 있으며 왼손에는 약 그릇을 들고 있어 약사여래불을 형상화한 것이 분명하다. 광배(光背)는 남아 있지 않으며, 대좌는 8세기에 많이 나타나는 8각의 연꽃무늬 대좌로 안정감이 느껴진다. 
수평으로 길게 뜬 눈, 미소없는 작은 입, 군살 붙은 턱 등의 세부표현은 고려시대 불상으로 옮겨가는 과도기적인 작품임을 알려준다. 통일신라 중기의 풍만하고 균형있는 표현양식을 계승하면서도 그것이 형식화되고 경직화되어가는 특색을 잘 보여주는 통일신라 후기의 작품이다.

## 참고 자료
- 상주 증촌리 석조여래좌상 - 국가유산청 국가유산포털
- 한국저작권위원회 공유마당에 있는 사진[깨진 링크(과거 내용 찾기)]